# 石城村
石城村（いわきむら）は、1954年（昭和29年）まで愛媛県東宇和郡にあった村である。
現在の西予市の西部に位置し、宇和盆地の西端にあたる農村である。昭和の合併で宇和町、さらに平成の合併で西予市となり、現在に至っている。

## 地理
現在の西予市の西部。北の双岩村との間には笠置峠があるなど、西南北を山地に囲まれている。
地名の由来
石城は古名である。

## 歴史
古代から中世
- 古代には岩野郡、後に石城郷と呼ばれていた。

藩政期
- 宇和島藩領。宇和島藩による組編成では山田組岩野郷に属する。

2村時代
- 1889年（明治22年） 12月15日 - 町村制・市制施行時に、笠置（かさぎ）村、山田村が成立。
- 1890年（明治23年） - 笠置尋常小学校設置。

石城村成立後
- 1929年（昭和4年） 12月1日 - 笠置村と山田村との合併により石城村となる。
- 1930年（昭和5年） - 石城尋常高等小学校設置。
- 1945年（昭和20年） 6月20日 - 国鉄予讃本線伊予石城駅設置。
- 1954年（昭和29年） 3月31日 - 宇和町ほか4箇村との合併により宇和町となる。

```
多田村の系譜
（町村制実施以前の村）（明治期）
　　　　　　　　　　　町村制施行時
東多田　━━━━┓
河内　　━━━━╋━━　多田村　━━━━━━━━━━━━━━━━━━━┓
伊延　　━━━━┫　　　　　　　　　　　　　　　　　　　　　　　　　　┃
岡山　　━━━━┛　　　　　　　　　　　　　　　　　　　　　　　　　　┃
田苗真土━━━━┓　　　　　　　　　　　　　　　　　　　　　　　　　　┃
大江　　━━━━┫　　　　　　　　　　　　　　　　　　　　　　　　　　┃
加茂　　━━━━╋━━　中川村　━━━━━━━━━━━━━━━━━━━┫
坂戸　　━━━━┫　　　　　　　　　　　　　　　　　　　　　　　　　　┃
清沢　　━━━━┫　　　　　　　　　　　　　　　　　　　　　　　　　　┃
杢所　　━━━━┛　　　　　　　　　　　　　　　　　　　　　　　　　　┃
岩木　　━━━━┓　　　　　　　　　　　　　　　　　　　　　　　　　　┃
郷内　　━━━━╋━━　笠置村　━━━┓　　　　あ　　　　　　　　　　┃
小原　　━━━━┛　　　　　　　　　　┣━━　石城村　　━━━━━━━┫
西山田　━━━━┓　　　　　　　　　　┃　　　　　　　　　　　　　　　┃
山田　　━━━━┻━━　山田村　━━━┛　　　　　　　　　　　　　　　┃
久枝　　━━━━┓　　　　　　　　　　　　　　　　　　　　　　　　　　┃
野田　　━━━━┫　　　　　　　　　　　　　　　　　　　　　　　　　　┃
小野田　━━━━╋━━　上宇和村　━┓　　　　　　　　　　　　　　　　┃
永長　　━━━━┫　　　　　　　　　┃　　　　　　　　　　　　　　　　┃
上松葉　━━━━┫　　　　　　　　　┃　　　　　　　　　　　　　　　　┃（昭和29年3月31日）
下松葉　━━━━┛　　　　　　　　　┃　　　　　　　い　　　　　　　　┣━━　宇和町　━┳━
卯之町　━━━━┓　　　　　　　　　┣━━━━━　宇和町　━━━━━━┫　　　　　　　　┃
鬼窪　　━━━━╋━━　宇和町　━━┛　　　　　　　　　　　　　　　　┃　　　　　　　　┃
伊賀上　━━━━┛　　　　　　　　　　　　　　　　　　　　　　　　　　┃　　　　　　　　┃
皆田　　━━━━┓　　　　　　　　　　　　　　　　　　　　　　　　　　┃　　　　　　　　┃
下川　　━━━━┫　　　　　　　　　　　　　　　　　　　　　　　　　　┃　　　　　　　　┃
明間　　━━━━╋━━　下宇和村　━━━━━━━━━━━━━━━━━━┫　　　　　　　　┃
稲生　　━━━━┛　　　　　　　　　　　　　　　　　　　　　　　　　　┃　　　　　　　　┃
新城　　━━━━┓　　　　　　　　　　　　　　　　　　　　　　　　　　┃　　　　　　　　┃
常定寺　━━━━┫　　　　　　　　　　　　　　　　　　　　　　　　　　┃　　　　　　　　┃
田野中　━━━━╋━━　田之筋村　━━━━━━━━━━━━━━━━━━┛　　　　　　　　┃
明石　　━━━━┛　　　　　　　　　　　　　　　　　　　　　　　　　　　　　　　　　　　┃
　　　　　　　　　　　　　　　　　　　　　　　　　　　　　　　　　　　　　　　　　　　　┃
　　　　　　　　　　　　　　　　　　　　　　　　　　　　　　　　　　　　　　　　大洲市の一部（鳥坂）
　　　　　　　　　　　　　　　　　　　　　　　　　　　　　　　　　　　　　　（昭和33年8月1日境界変更）

あ - 昭和4年12月1日
い - 大正11年2月11日
（注記）宇和町の平成の合併の系譜については、宇和町の記事を参照のこと。

```

## 地域
大字は旧村の大字を継承し、5大字あった。

## 行政
役場
大字西山田に置かれていた。

## 産業
農業
米作中心。そのほか薪、綿、麻、茶、楮など。

## 交通
国鉄予讃本線伊予石城駅